# Jochen Asche
Jochen Asche es un deportista de la RDA que compitió en luge. Ganó una medalla de bronce en el Campeonato Mundial de Luge de 1962, en la prueba individual.

## Palmarés internacional
| Campeonato Mundial | Campeonato Mundial | Campeonato Mundial | Campeonato Mundial |
| Año                | Lugar              | Medalla            | Prueba             |
| ------------------ | ------------------ | ------------------ | ------------------ |
| 1962               | Krynica (Polonia)  | Medalla de bronce  | Individual         |